# Kuba na Letnich Igrzyskach Olimpijskich 1956
Kubę na Letnich Igrzyskach Olimpijskich 1956 reprezentowało 16 zawodników, w tym 15 mężczyzn i 1 kobieta. Był to siódmy start kubańskich sportowców na letnich igrzyskach olimpijskich.
Kubańczycy nie zdobyli na tych igrzyskach żadnych medali. Najmłodszym reprezentantem Kuby był pływak Raúl Martin, zaś najstarszym żeglarz Carlos de Cárdenas Culmell. Lekkoatletka Bertha Díaz została pierwszą w historii kobietą, która reprezentowała Kubę na igrzyskach olimpijskich.

## Skład reprezentacji

### Gimnastyka
Źródło:
- Rafael Lecuona
  - wielobój – 52. miejsce
  - ćwiczenia na podłodze – 55. miejsce
  - skok – 55. miejsce
  - poręcz – 52. miejsce
  - drążek – 55. miejsce
  - kółka – 50. miejsce
  - koń z łękami – 33.T miejsce

### Lekkoatletyka
Źródło:
Mężczyźni
- Evaristo Iglesias
  - bieg na 100 metrów – odpadł w eliminacjach
  - bieg na 110 metrów przez płotki – odpadł w półfinałach

Kobiety
- Bertha Díaz – bieg na 80 metrów przez płotki – odpadła w półfinałach

### Pływanie
Źródło:
- Raúl Martin
  - 400 m stylem dowolnym – odpadł w eliminacjach
  - 1500 m stylem dowolnym – odpadł w eliminacjach
- Manuel Sanguily – 200 m stylem klasycznym – 7. miejsce

### Wioślarstwo
Źródło:
- Luis Olivera, Orlando Lanza, Enrique Hernández, Joaquín Pérez – czwórka bez sternika – odpadli w repasażach
- José Roa, Enrique Torres, José Romero Santos, José Hurdado, Virgilio Ara – czwórka ze sternikiem – odpadli w repasażach

### Żeglarstwo
Źródło:
- Carlos de Cárdenas Culmell, Jorge de Cárdenas – klasa Star – 6. miejsce